# Bagariak
Bagariak (ros. Багаряк) – wieś (sieło) w Rosji, w obwodzie czelabińskim, w rejonie kaslińskim. W 2024 liczyła 1370 mieszkańców.

## Urodzeni
- Wasilij Wasiljew – radziecki piłkarz.